# Leonin (województwo lubelskie)
Leonin – wieś w Polsce położona w województwie lubelskim, w powiecie opolskim, w gminie Opole Lubelskie.
W latach 1975–1998 miejscowość administracyjnie należała do ówczesnego województwa lubelskiego.
Wieś stanowi sołectwo w gminie Opole Lubelskie. Według Narodowego Spisu Powszechnego z roku 2011 wieś liczyła 84 mieszkańców.

## Historia
Leonin znany w XIX wieku jako folwark w powiecie nowoaleksandryjskim, gminie Godów, parafii Opole. Rozległość folwarczna wynosiła mórg 314 [...] budynków folwarcznych murowanych było 10, budynków z drewna 9, w okolicy pokłady kamienia wapiennego.